# 1919 Eternal
1919 Eternal – czwarty album amerykańskiego zespołu heavymetalowego Black Label Society, wydany w 2002 roku przez wytwórnię Spitfire Records.

## Twórcy
- Zakk Wylde - śpiew, gitara, gitara basowa
- Robert Trujillo - gitara basowa (3. i 4. utwór)
- Craig Nunemacher - perkusja
- Christian Werr - perkusja (1., 3. i 4. utwór)

## Lista utworów
1. "Bleed for Me" – 5:31
2. "Lords of Destruction" – 5:11
3. "Demise of Sanity" – 3:23
4. "Life, Birth, Blood, Doom" – 4:21
5. "Bridge to Cross" – 5:49
6. "Battering Ram" – 2:22
7. "Speedball" – 0:58
8. "Graveyard Disciples" – 3:20
9. "Genocide Junkies" – 5:53
10. "Lost Heaven" – 4:24
11. "Refuse to Bow Down" – 4:53
12. "Mass Murder Machine" – 5:47
13. "Berserkers" – 5:06
14. "America the Beautiful" (intstrumentalny) – 3:17
15. "Llabdeeps" (utwór dodatkowy na japońskiej wersji albumu) - 1:00